# تنظيم عسكري رهباني

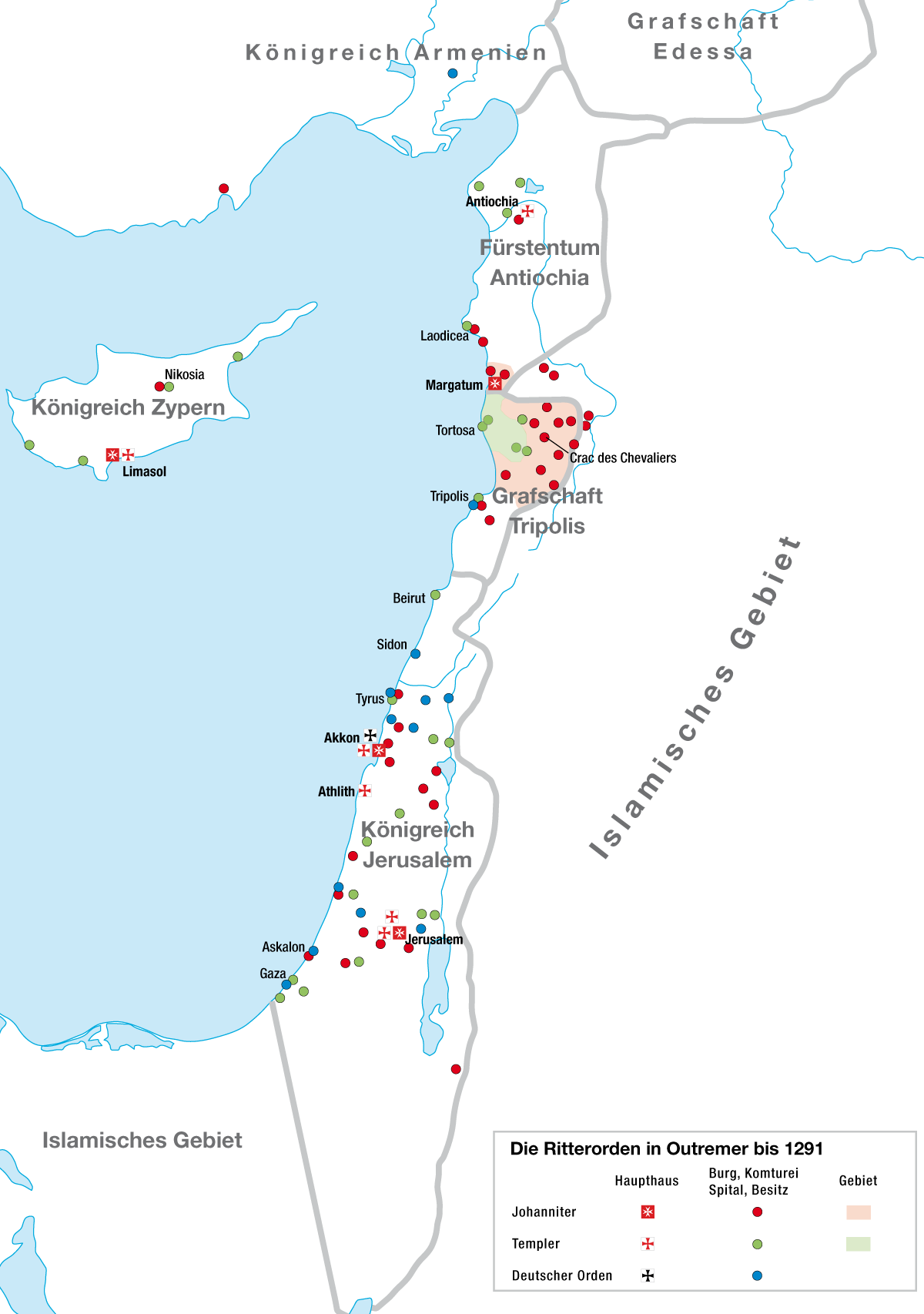
خريطة توضح المواقع التي سيطرت عليها التنظيمات العسكرية الرهبانية في مملكة بيت المقدس والأراضي المقدسة أثناء الحملات الصليبية.

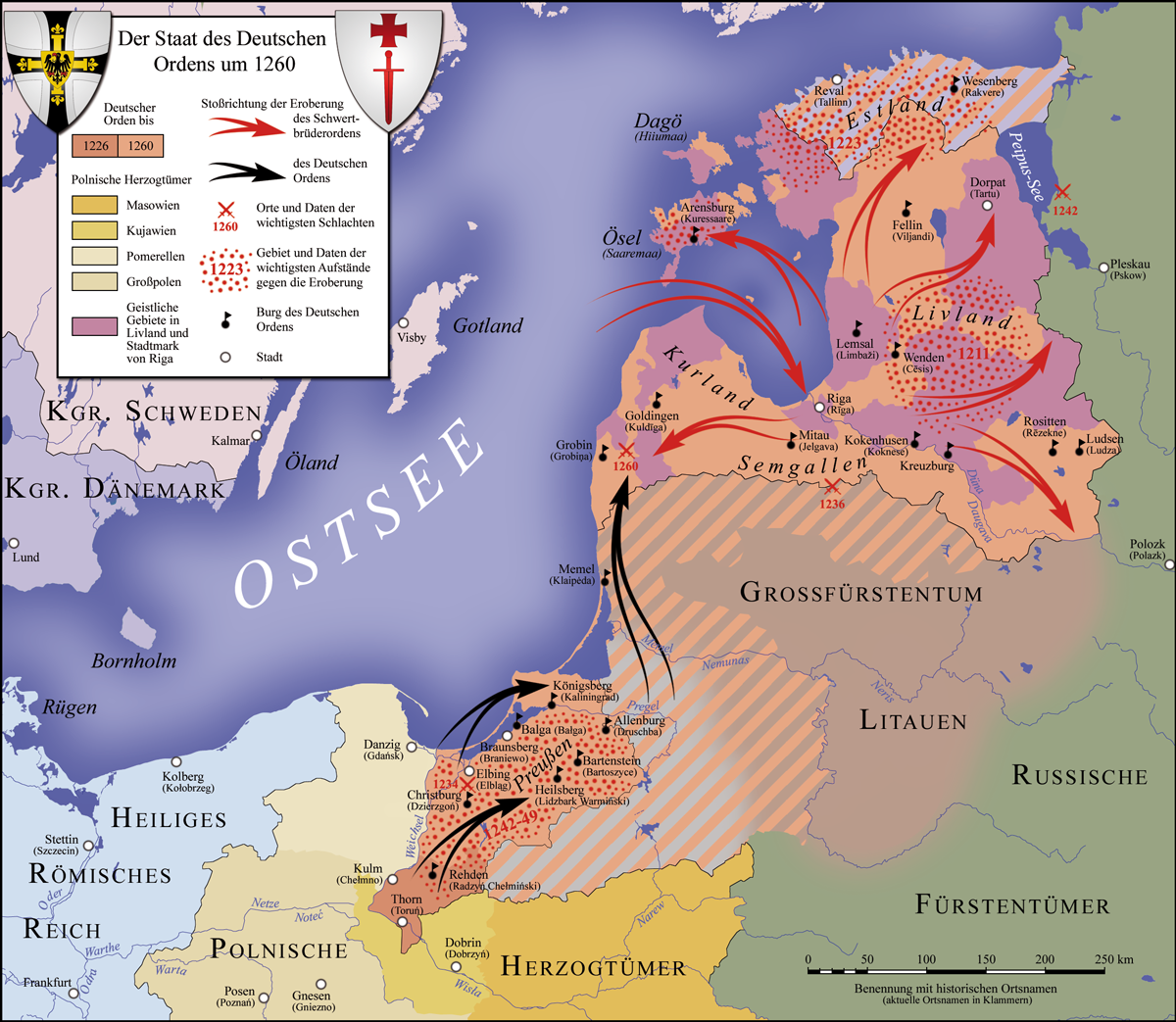
دول الفرسان التيوتون الرهبانية في منطقة البلطيق شمالي أوروبا بعد الحملات الصليبية الشمالية عام 1260

خريطة توضح المواقع التي سيطرت عليها التنظيمات العسكرية الرهبانية في إسبانيا في نهاية القرن الخامس عشر.

التنظيمات العسكريّة الرهبانيّة (باللاتينيّة: Militaris ordinis) هي أخويات من الفرسان، والتي أنشئت أصلاً كجمعيات دينية كاثوليكية أثناء الحملات الصليبية في القرون الوسطى وهدف إنشائهم الرئيسي كان حماية قوافل الحجاج وتقديم المبيت والمساعدات الغذائية والعلاجية والطبيّة لهم؛ إلى جانب حماية المسيحيين ردًا كما وصفتها على العدوان والاضطهاد الذي لاقاه المسيحيين من الفتوحات الإسلامية (623-1050) في الأراضي المقدسة وشبه الجزيرة الإيبيرية، وكذلك ردًا على اضطهادات الوثنيين للمسيحيين في البلطيق. معظم أعضاء هذه التنظيمات، الذين أطلق عليهم فرسان، كانوا من الناس العاديين، وليس من الكهنة، ولكن في بعض الأحيان تعاونوا مع رجال الدين، وقاموا بقطع نذور رهبانيّة مثل الفقر والعفة والطاعة.
مزجت النتظيمات العسكرية الروح الدينية والعسكرية، وكانت وظيفتهم حماية العزّل والضعفاء والعجزة، والكفاح من أجل المصلحة العامة للجميع. كانت هذه بعض الإرشادات والواجبات الرئيسية لفرسان القرون الوسطى؛ التي بنيت على مبدأ رئيسي في توجيه حياة الفرسان وهو الرجولة والشهامة، وقد رُمز الشهامة بتناول ثلاثة مجالات رئيسية هي: الجيش، والحياة الاجتماعية، والدين. وقد تأثرت هذه التنظيمات من مبدأ الشهامة، وساعدت الحملات الصليبية في وقت مبكر لتوضيح رمز الشهامة وارتباطه الأخلاقي بالدين. نتيجة لذلك، بدأت فرق الفرسان المسيحية تكريس جهودها لخدمة أغراض مقدسة. ومع مرور الوقت، طالب رجال الدين الفرسان استخدام أسلحتهم في المقام الأول من أجل حماية النساء والضعفاء والعزل بشكل خاص، واليتامى، والكنائس. تأثرت العديد من التنظيمات والأخويات الفروسية الغربية ذات الطبيعة العلمانية من التنظيمات العسكرية الرهبانية.
من أبرز الأمثلة على التنظيمات العسكرية الرهبانية والتي يعود تأسسيها إلى الحملات الصليبية وإلى مملكة بيت المقدس هي فرسان الهيكل والذين كانوا أحد أقوى التنظيمات العسكرية التي تعتنق الفكر المسيحي الغربي، وأكثرها ثراءً ونفوذًا، وأحد أبرز ممثلي الاقتصاد المسيحي، ودام نشاطها ما يقرب من القرنين في العصور الوسطى. إلى جانب فرسان المشفى أو كما يعرفون حاليًا باسم فرسان مالطة هي منظمة كاثوليكية علمانية ذات طبيعة عسكرية، وشهامة ونبالة، وهي من أقدم الفروسية الشهمة الباقية في العالم. وواحدة من المهام الأساسية لهذا التنظيم «دعم الوجود المسيحي في الأراضي المقدسة»، ونشاطها الأساسي المعلن يقوم على جمع التبرعات وإنفاقها على مساعدة الدول المضيفة لها ببرامج خدماتية خيرية طبية بالإضافة إلى الهدف الأساسي ألا وهو حماية الحق المسيحي في الحج إلى القدس. إلى جانب أيضًا فرسان القبر المقدس وفرسان تيوتون التي تأسست سنة 1190 كمنظمة تمريضية.
وعمومًا التنظيمات التي تأسست في مملكة بيت المقدس أسست فروع لهذه المؤسسات في القارة الأم وهو ما ضمن لها استمراريتها بعد زوال الحكم الصليبي من المشرق، وما حوّلها أيضًا إلى مؤسسات لا تخضع لسلطة الدولة وذات امتيازات واسعة فيها، لكنها ساهمت في تعضيد قوة الدولة؛ وقد كتب عن هذه المؤسسات:
| تنظيم عسكري رهباني | ولا يمكن إغفال إسهامات الهيئات الدينية العسكرية في رفاهية المملكة الصليبية في منطقة الشرق، والدفاع عن المملكة، والعناية بالأيتام والأرامل والمرضى، وقد قيل إن هيئة الإسبتارية قد قدمت خدمات علاجية لألفين من المرضى في يوم واحد من أحد أيام السنة، وأنفقت صدقات ضخمة في القدس وعكا ما دفع إلى استغراب جميع الحجاج المسيحيين من أوروبا. | تنظيم عسكري رهباني |

نشأت في شبه الجزيرة الإيبيرية عدد من التنظيمات العسكرية الرهبانية والتي لعبت أدورًا تاريخية خلال حروب الإسترداد لعل أبزرها وسام المسيح البرتغالية وفرسان سانتياغو الإسبانيّة التي أنشئت في منطقة جليقية الإسبانية في القرن الثاني عشر الميلادي بهدف حماية المسيحية وحماية الحجاج في طريق القديس يعقوب، واكتسبت اسمها من القديس يعقوب (سانتياغو) الرمز القومي لجليقية وإسبانيا، وكان أول سيد للفرسان هو بيدرو فرنانديث دي كاسترو (1115 ـ 1184)، أما سيد الفرسان الحالي فهو ملك إسبانيا. شعار المنظمة هو صليب القديس يعقوب، وهو صليب أحمر ينتهي أسفله بنصل سيف. في أعقاب وفاة سيد فرسان سانتياغو ألفونسو دي كارديناس سنة 1493، ضم الملكان الكاثوليكيان المنظمة إلى التاج الإسباني، ثم ضم البابا أدريان السادس مكتب سيد فرسان سانتياغو إلى التاج بشكل نهائي سنة 1523. وفي سنة 1873 ألغت الجمهورية الأولى المنظمة، ثم أعيدت هذه المنظمة ـ مع منظمات فرسان كاثوليكية أخرى مشابهة ـ في عهد الملك خوان كارلوس الأول كجمعيات مدنية، مع الحفاظ على طابعها كمنظمة من منظمات النبلاء الشرفي.
قمعت عدد من التنظيمات العسكرية مثل فرسان الهيكل من قبل البابوية قبل عام 1500، في حين تطورت آخرى لتصبح جمعيات تشريفية ومنظمات خيرية برعاية الكرسي الرسولي. منها فرسان مالطة وفرسان القبر المقدس. ترتبط العديد من هذه التنظيمات حتى الآن مع النبالة الأوروبيّة والعائلات الملكية الأوروبية الحالية والسابقة؛ منها العائلات الملكيّة في إسبانيا، وبلجيكا، وموناكو، ولوكسمبورغ وليختنشتاين وآل هابسبورغ وآل سافويا.